# 히가시노촌 (히로시마현)
히가시노촌(일본어: 東野村)은 일본 히로시마현 가모군에 있던 촌이다. 현재의 다케하라시의 일부에 해당한다.

## 역사
- 1889년 4월 1일 - 정촌제 시행에 의해 가모군 히가시노촌이 성립하였다.
- 1954년 3월 31일 - 다케하라정에 편입해 폐지되었다.

## 참고문헌
- 『角川日本地名大辞典 34 広島県』。
- 『市町村名変遷辞典』東京堂出版、1990年